# بازرگان
بازرگان یا تاجر شخصی حقیقی یا حقوقی است که به تجارت اشتغال می‌ورزد و کالاها و خدمات را برای کسب درآمد خرید و فروش می‌کند. بازرگانان ممکن است به خرید و فروش اموال و کالاها برای خود یا از جانب شخص یا موسسه دیگری اقدام کنند.
از لحاظ نوع فعالیت، بازرگانان را مي‌توان از به دو دسته کلی طبقه‌بندی کرد:
1. تاجر عمده فروش در زنجیره بین تولیدکننده و بازرگان خرده فروشی فعالیت می‌کند و معمولاً در مقادیر زیاد کالا خرید و فروش می‌کند. به عبارت دیگر، تاجر عمده‌فروش مستقیماً به مصرف‌کننده نهایی نمی‌فروشد.
2. تاجر خرده‌فروش، که معمولاً در مقادیر کم، کالا را به کاربران نهایی یا مصرف‌کنندگان می‌فروشد. یک مغازه‌دار نمونه‌ای از یک کاسب خرده فروش است.

از دیدگاه حقوقی، بازرگانان معمولاً به انواع زیر طبقه‌بندی می‌شوند:
1. بازرگانان (اشخاص حقیقی):کسانی که عادتاً به تجارت می‌پردازند.
2. شرکت‌های تجاری (اشخاص حقوقی) :سازمان‌هایی که به تجارت می‌پردازند.

## تعریف
بازرگان یا تاجر به فردی گفته می‌شود که شغل خود را معاملات تجاری قرار می‌دهد و به دلیل آن که معاملات تجارتی، خرید و فروش به قصد کسب سود و درآمد است، بنابراین کلیه اشخاصی که مبادرت به خرید و فروش یا اجاره اموال منقول می‌نمایند، بازرگان شناخته می‌شوند. از آنجا که طبق ماده ۵۸۸ قانون بازرگانی اشخاص حقوقی نیز می‌توانند دارای حقوق و مسئولیت‌هایی که قانون برای افراد وضع کرده باشند، بنابراین شرکت‌های تجاری هم بازرگان تلقی می‌شوند.

### کاسبان و کسبه جزء
به این ترتیب ظاهراً کسبه نیز در ردیف بازرگانان قرار داده شده‌اند و این معنی از شق ۱ ماده ۲ قانون بر می‌آید بنابراین کسبه جزء نیز از مزایای قوانین بازرگانی بی بهره نیستند. منتهی در تشریفاتی که به جهت سازماندهی امور بازرگانی وضع شده کسبه جزء مستثنی گردیده است؛ مثلاً این دسته از بازرگانان از داشتن دفاتر تجارتی و ثبت تجارتخانه معاف‌اند و در مواقعی که از بازپرداخت بدهی‌های خود ناتوان باشند، تابع مقررات ورشکستگی نیستند.
تشخیص اینکه چه کسی" کاسب جزء " می‌باشد، مطابق جدیدترین آئین‌نامه ماده ۱۹ قانون تجارت کسبه، پیشه‌وران، تولیدکنندگان و نظائر آنها که فروش سالیانه آنها از چهار میلیارد ریال تجاوز نمی‌کند و ارائه‌دهندگان خدمات در هر زمینه‌ای که عایدی غیرخالص آنها متجاوز از دو میلیارد ریال نباشد، کسبه جزء محسوب می‌شوند.
با تمام این احوال قانون، معاملات بازرگانی را معلوم نموده و آن را به ده قسمت تقسیم کرده، بنابراین کسی که پیشه خود را یکی از اقسام ده‌گانه قرار دهد از نظر قانون بازرگان شناخته می‌شود.

### تاریخچه

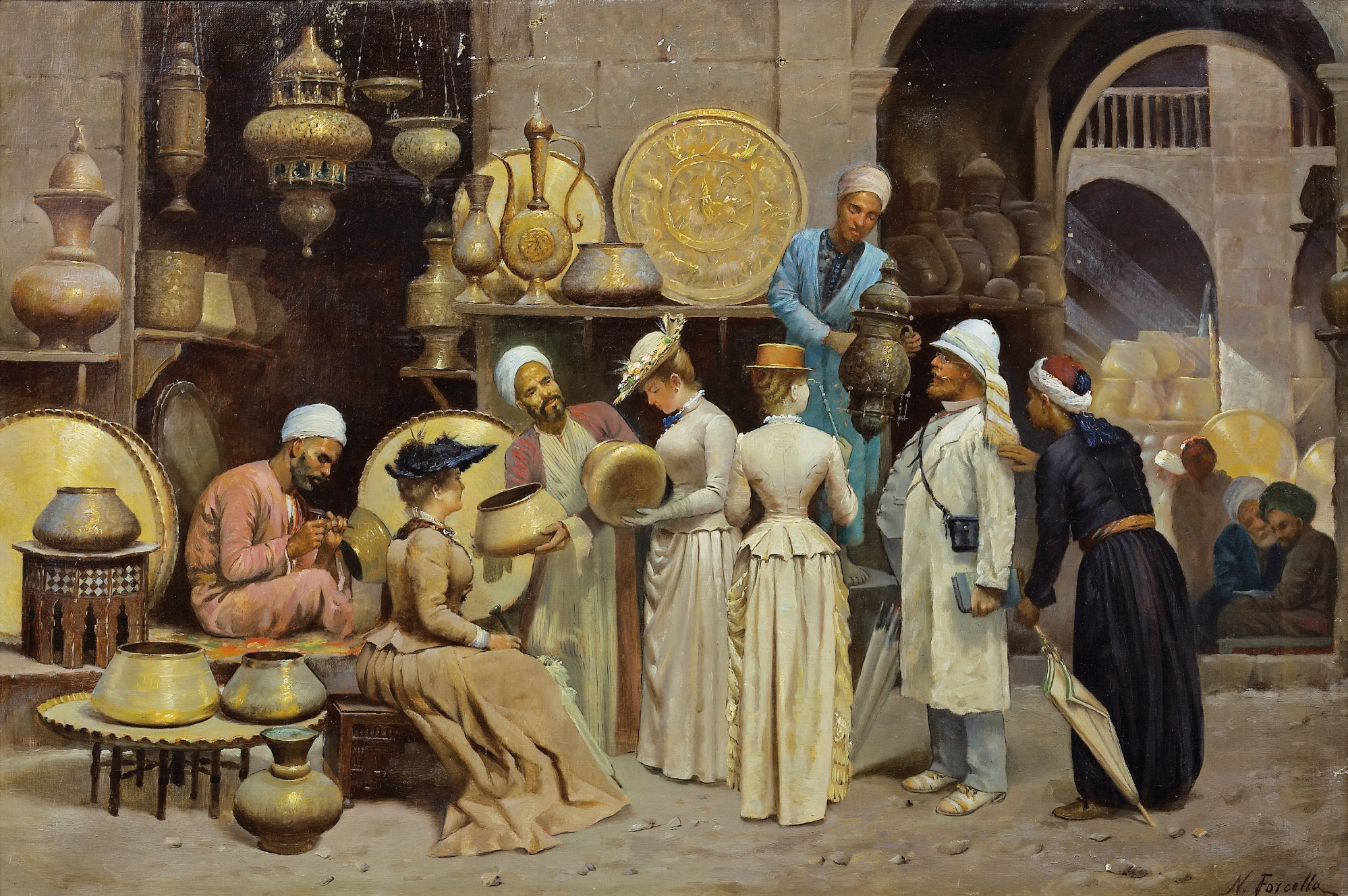
تاجرها و مشتریانشان در زمان‌های قدیم.

در طول تاریخ بازرگانان و شبکه‌های تجاری در بابل و آشور باستان، چین، مصر، یونان، هند، ایران، فنیقیه و روم به کسب و کار می‌پرداختند. در طول دوره قرون وسطی اروپا، گسترش سریع بازرگانی منجر به ظهور طبقه بازرگانان سرمایه‌دار و قدرتمند شد.

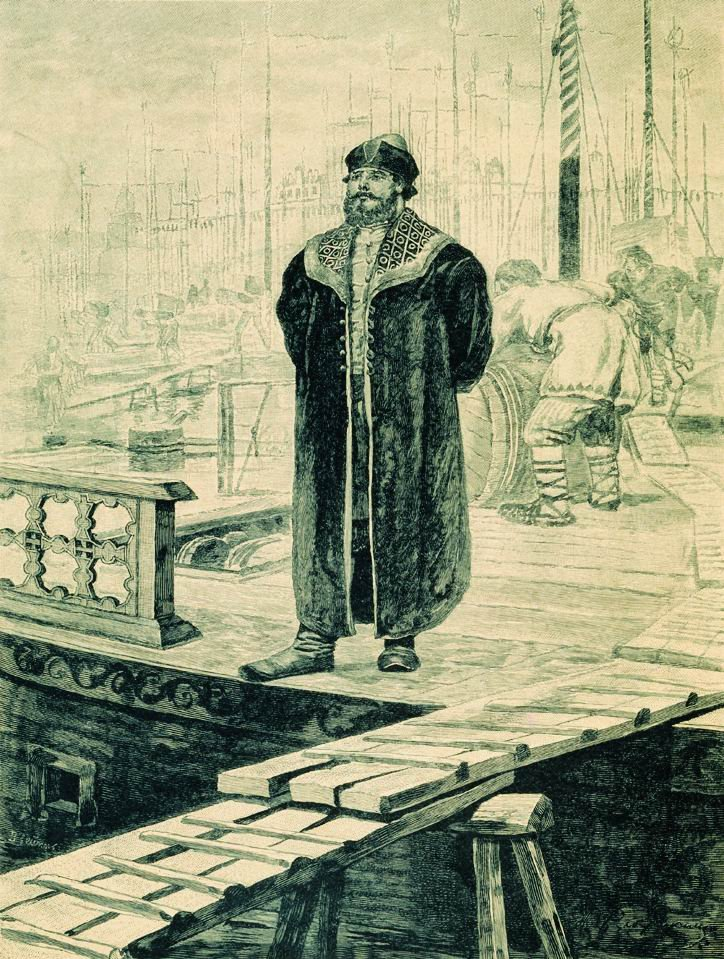
سادکو (به روسی: Садко)، یکی از شخصیت‌های اصلی در ادبیات و حماسهٔ قرون وسطی اسلاوهای شرقی و روسی بایلینا است. او تاجر، ماجراجو و نوازندهٔ اهل نووگورود است که در سواحل دریاچهٔ ایلمن زندگی می‌کند

بین سالهای ۱۳۰۰ تا ۱۵۰۰، حسابداری مدرن و برات اختراع شد و بدین ترتیب در جهان اولین بانکداران پدید آمدند. عصر اکتشافات اروپا مسیرهای تجارتی جدیدی را باز کرد و به مصرف‌کنندگان اروپایی امکان دسترسی به طیف وسیع تری از کالاها را داد.
پس از گشودن آسیا به روی بازرگانی اروپا و کشف دنیای جدید، تجار کالاهایی را از فواصل بسیار طولانی وارد کردند: پارچه کتان از هند، چینی، ابریشم و چای از چین، ادویه جات ترشی جات از هند و آسیای جنوب شرقی و تنباکو، شکر، رام و قهوه از دنیای جدید.اروپا در قرن شانزدهم به قدرت بازرگانی غالب جهانی تبدیل شد و با توسعه ابزارهای جدید برای تجارت، بازرگانان شروع به استفاده از این ابزارها کردند. در این دوره در اروپا، پول کاغذی، چک و شرکت‌های سهامی پدید آمدند. تحولات در علم آمار و احتمالات منجر به پدید آمدن بیمه شد.